# Chloroetan
Chloroetan (chlorek etylu), CH3CH2Cl – organiczny związek chemiczny z grupy halogenoalkanów, bezbarwny, łatwopalny gaz.
Jest stosowany do produkcji tetraetyloołowiu, który jest środkiem przeciwstukowym do benzyn z grupy etylin oraz w medycynie jako środek znieczulający miejscowo.
Opary są łatwopalne i narkotyczne.

## Otrzymywanie
Chloroetan otrzymuje się w reakcji etylenu z chlorowodorem z użyciem chlorku glinu jako katalizatora, w temperaturze 130–250 °C:
C2H4 + HCl → C2H5Cl
Inna metodą produkcji chloroetanu jest reakcja etanolu z chlorowodorem lub etanu z chlorem, ale w obecnych czasach produkcja tymi metodami nie jest opłacalna.

## Zastosowanie w medycynie
Chlorek etylu jest dostarczany w postaci płynnej w pojemniku do użycia w formie aerozolu (ciśnienie w butelce jest wywierane własnym ciśnieniem par związku). Działa jako łagodny środek znieczulający miejscowo przez wywieranie efektu chłodzącego po rozpyleniu na skórę (np. podczas usuwania drobnych ciał obcych w warunkach ambulatoryjnych). Ciepło absorbowane z tkanek przez wrzącą ciecz powoduje gwałtowne odczucie głębokiego chłodu – ale ponieważ temperatura wrzenia chlorku etylu (12,5 °C) jest wyższa od punktu zamarzania wody, nie powoduje ryzyka odmrożeń.
Ze względu na wyżej wspomniany efekt chłodzenia chlorek etylu jest również używany w stomatologii do sprawdzania żywotności miazgi zęba.
Dawniej stosowano go również do krótkotrwałej narkozy wziewnej (trwającej najwyżej kilka minut), jednakże z powodu dużej szkodliwości dla mięśnia sercowego, niskiego indeksu terapeutycznego i trudnego dawkowania – został całkowicie zastąpiony przez bezpieczniejsze anestetyki.